# Numerische Mathematik
Numerische Mathematik is een internationaal, aan collegiale toetsing onderworpen wetenschappelijk tijdschrift op het gebied van de toegepaste wiskunde.
De naam wordt in literatuurverwijzingen meestal afgekort tot Numer. Math.
Het wordt uitgegeven door Springer Science+Business Media en verschijnt maandelijks.
Het eerste nummer verscheen in 1959.